# Варданян, Геворг Грачаевич
Гево́рг Грача́евич Варданя́н (арм. Գեվորգ Վարդանյան, 20 декабря 1948, село Болнис-Хачен, Грузинская ССР — 10 января 2012) — армянский политический и государственный деятель.

## Биография
В 1966 окончил среднюю школу в Ереване; в 1971 — Ереванский государственный университет по специальности «финансы и кредит».
В 1971—1975 — контролёр в Ереванском СКБ металлокерамики и полупроводников, затем — рабочий производственного объединения Министерства культуры. В 1975—1977 — инженер Ереванской трикотажной фабрики; в 1977—1982 — экономист центральной лаборатории экономического анализа Минпромстроя Армянской ССР; в 1982—1986 — инженер Ереванского опытного завода автоматики; в 1986—1990 — начальник производства комбината изобразительного искусства.
В 1990—1991 — заместитель председателя Совета министров Армянской ССР; в 1991—1993 — государственный министр Армении. В 1995—1998 — заместитель министра обороны Армении, в 1998—2000 — министр охраны природы Армении.